# Uwe Böker
Uwe Böker (* 27. September 1940 in Langelsheim; † 6. Februar 2020) war ein deutscher Philologe und Anglist.

## Leben
Böker studierte ab 1962 Anglistik, Germanistik, Pädagogik und Philosophie an der Universität Göttingen und der Universität Regensburg. Er promovierte anschließend 1968 an der Universität Regensburg mit einer Arbeit zu Geoffrey Chaucer und war in Regensburg bis 1978 als Assistent angestellt. Im Jahr 1979 habilitierte er sich in Englischer Philologie und wurde 1986 apl. Professor für Englische Philologie in Regensburg.
Böker nahm 1993 einen Ruf als Professor für Anglistik/Englische Literaturwissenschaft der Technischen Universität Dresden an, wo er bis zu seiner Emeritierung im Jahr 2006 lehrte.

## Werk
Bökers Forschungsbereiche waren unter anderem die Beziehungen zwischen Kriminalität und Literatur, die Verlagsgeschichte und die Geschichte der Literaturgattungen. Er veröffentlichte unter anderem folgende Werke:
- 1968: Studien zu Chaucers Franklin’s Tale (Diss.)
- 1971: Geschichte der altenglischen Literatur (mit Karl Heinz Göller)
- 1982: Loyale Illoyalität: politische Elemente im Werk Graham Greenes (auch Habilitation, 1979)
- 1985: Die Klassiker der englischen Literatur: von Geoffrey Chaucer bis Samuel Beckett (mit Horst Breuer und Rolf Breuer)
- 1989: The living Middle Ages: Studies in medieval English literature and its tradition. A Festschrift for Karl Heinz Göller (als Herausgeber)
- 1996: Kriminalität und Rechtskultur im 17. und 18. Jahrhundert (als Herausgeber)
- 2000: Einführung in die Anglistik und Amerikanistik (als Herausgeber und Co-Autor)
- 2001: Processes of institutionalisation: case studies in law, prison and censorship
- 2002: Sites of discourse-public and private spheres-legal culture (als Herausgeber)
- 2002: The importance of reinventing Oscar: versions of Wilde during the last 100 years (als Herausgeber)
- 2004: Of Remembraunce the Keye: Medieval Literature and its Impact Through the Ages. Festschrift for Karl Heinz Göller on the Occasion of his 80th Birthday (als Herausgeber)
- 2006: John Gay’s „The Beggar’s Opera“ 1728–2004 : Adaptions and Re-writings